# Johann Luif
Johann Luif (Kismarton, 1959. július 12. –) osztrák katona, rövid ideig Ausztria védelmi minisztere volt.

## Életpályája
2011/12-ben a Kosovo Force-cel Koszovóban és 2014 és 2016 között az European Union Force-cel Bosznia-Hercegovinában volt.